# 微分作用素の表象
数学の分野における微分作用素の表象（びぶんさようそのひょうしょう、英: symbol of a differential operator）とは、大雑把に言うと、各偏微分を新たな変数に置き換えることによって、微分作用素を多項式へと関連付けるものである。フーリエ解析の分野において幅広く用いられている。特に、擬微分作用素の概念は、この表象の関連付けにより導かれるものである。表象の内、最高次のものは主表象 (principal symbol) と呼ばれ、偏微分方程式の解の定性的な挙動をほぼ完全に決定付けるものである。線型の楕円型偏微分方程式は、主表象が至る所零とならないようなものとして特徴付けられる。双曲型偏微分方程式と放物型偏微分方程式の研究においては、主表象の零点は偏微分方程式の特性超曲面と対応する。したがって、表象はそれらの方程式の解に関する重要な概念であり、それらの解の特異性を調べる上で用いられる主要な道具の内の一つである。

## 定義

### ユークリッド空間上の作用素
P をユークリッド空間 Rd 上の次数 k の線型微分作用素とすると、P は微分作用素 D を変数とする多項式であり、多重指数の記法を用いれば
{\displaystyle P=p(x,D)=\sum _{|\alpha |\leq k}a_{\alpha }(x)D^{\alpha }}
と書くことができる。P の全表象（total symbol）とは、不定元 ξ に関する多項式
{\displaystyle p(x,\xi )=\sum _{|\alpha |\leq k}a_{\alpha }(x)\xi ^{\alpha }}
を言う。また最高次表象 (leading symbol) あるいは主表象 (principal symbol) は、全表象 p(x, ξ) の最高次成分
{\displaystyle \sigma _{P}(\xi )=\sum _{|\alpha |=k}a_{\alpha }\xi ^{\alpha }}
を言う。主表象は、ちょうど座標変換に対してテンソルとして振る舞う部分にあたることから、後述の議論において重要な役割を担うものである。
P の表象は、フーリエ変換との関連においても、以下のように自然に現れるものである。ƒ をシュワルツ関数とする。このとき、その逆フーリエ変換は
{\displaystyle Pf(x)=\int _{\mathbf {R} ^{d}}e^{ix\cdot \xi }p(x,i\xi ){\hat {f}}(\xi )\,d\xi }
と表される。これは、P がフーリエ乗算作用素であることを示している。ξ に関して高々多項式的増大度であるという条件を満足する、より一般の函数 p(x,ξ) のクラスのもとで、この積分はよく振る舞い、擬微分作用素を包括する。

### ベクトル束
E と F を閉多様体 X 上のベクトル束とし、
{\displaystyle P\colon C^{\infty }(E)\to C^{\infty }(F)}
を k-階の微分作用素とすると、X の局所座標において、
{\displaystyle Pu(x)=\sum _{|\alpha |=k}P^{\alpha }(x){\frac {\partial ^{\alpha }u}{\partial x^{\alpha }}}+{\text{(lower order terms)}}}
と書くことができる。ここで、各多重指数 α に対し Pα(x): E → F は束準同型で、指数 α たちに関して対称である。
P の k 次の係数（最高次係数）は、X の余接束の k-次対称冪と E とのテンソル積から F への対称テンソル
{\displaystyle \sigma _{P}\colon S^{k}(T^{*}X)\otimes E\to F}
として作用する。この対称テンソルは、P の主表象（あるいは単に表象）と呼ばれる。
座標系 xi は、座標微分 dxi によって余接束の局所自明化を行うことができて、ファイバー座標 ξi が決まる。E および F の標構基底をそれぞれ eμ および fν として、微分作用素 P を成分に分解すれば、E の各切断 u 上で
{\displaystyle (Pu)_{\nu }=\sum _{\mu }P_{\nu \mu }u_{\mu }}
と書くことができる。ここで Pνμ は
{\displaystyle P_{\nu \mu }=\sum _{\alpha }P_{\nu \mu }^{\alpha }{\frac {\partial }{\partial x^{\alpha }}}}
で定義されるスカラー微分作用素である。この自明化に伴い、主表象は
{\displaystyle (\sigma _{P}(\xi )u)_{\nu }=\sum _{|\alpha |=k}\sum _{\mu }P_{\nu \mu }^{\alpha }(x)\xi _{\alpha }u^{\mu }.}
と書き表わせる。X のある不動点 x に関する余接空間において、表象 {\displaystyle \sigma _{P}} は、{\displaystyle \operatorname {Hom} (E_{x},F_{x})} に値を取る {\displaystyle T_{x}^{*}X} 内の次数 k の同次多項式を定義する。
微分作用素 {\displaystyle P} は、もしその表象が可逆であるなら、楕円型作用素である。ここで、表象が可逆であるとは、ゼロでない各 {\displaystyle \theta \in T^{*}X} に対して束写像 {\displaystyle \sigma _{P}(\theta ,\dots ,\theta )} が可逆であることを意味する。コンパクト多様体上では、楕円理論より、P はフレドホルム作用素となる。すなわち、P の核と余核は、有限次元である。